# Аньдинмэнь
Аньдинмэнь (кит. упр. 安定门, пиньинь Āndìngmén, букв. «Врата успокоения и стабилизации») — название крепостных ворот в северной части бывшей Пекинской крепостной стены. Ширина этого крепостного сооружения составляла 31 м, а глубина — 16 м; высота надвратной башни достигала 36 м. Барбакан имел ширину 68 м и глубину 62 м. С внутренней стороны почти всех ворот Пекина находились кумирни, посвящённые Гуань Юю, лишь у внутренних сторон ворот Аньдинмэнь и Дэшэнмэнь были кумирни, посвящённые Сюаньу.
Эти ворота существовали ещё в крепостной стене Ханбалыка, и назывались Аньчжэньмэнь. После изгнания монголов ворота были переименованы в Аньдинмэнь, символизируя установление спокойствия и стабильности в Поднебесной. Через эти ворота возвращались в город войска после военных походов.
Через Аньдинмэнь выезжал император, направляясь в Храм Земли для совершения жертвоприношений, однако гораздо чаще они использовались для вывоза из города отходов канализации, и через них проезжали повозки золотарей.
В 1915 году был снесён барбакан. В 1969 году были снесены и сами ворота. Перед сносом их испытали на прочность: к воротам привязали проволокой толстое бревно, и стали тянуть лебёдкой. Ворота перекосились на 15 градусов, но не упали.
Впоследствии в этом месте была сооружена Аньдинмэньская эстакада, ставшая частью 2-й кольцевой дороги. От 2-го кольца внутрь города в этом месте идёт проспект Аньдинмэнь нэйдацзе («Проспект, идущий внутрь от Аньдинмэнь»), а наружу — Аньдинмэнь вайдацзе («Проспект, идущий наружу от Аньдинмэнь»). Здесь находится станция «Аньдинмэнь» Линии 2 Пекинского метрополитена.